# 张伯苓 (电视剧)
《张伯苓》，中国大陆电视剧，导演周友朝，主演唐国强、刘冠雄、赵亮、马晓伟、雷镇语、傅晶。

## 剧情
该剧从张伯苓弃武从文放弃海军职业转投教育职业开始，讲述张伯苓教育救国的人生事迹。

## 演出
| 演员   | 角色   | 备注 |
| 唐国强 | 张伯苓 |      |
| 王霙   | 毛泽东 |      |
| 刘冠雄 | 严修   |      |
| 赵亮   | 武思平 |      |
| 马晓伟 | 张彭春 |      |
| 雷镇语 | 车行远 |      |
| 傅晶   | 沈砚琴 |      |

## 制作
该剧筹备花费了10年，资料收集整理花费了4年，曾是毛泽东特型演员的唐国强出演张伯苓剃了光头，而出演毛泽东的另一名特型演员王霙则在该剧中继续出演毛泽东。